# Љубомир Обрадовић (генерал)
Љубомир Обрадовић, (Вишеград, 30. јануар 1950) јесте пензионисани генерал-мајор Војске Републике Српске и члан Главног штаба ВРС.

## Биографија
Рођен је 1950. године у Вишеграду, од оца Милосава, службеника, и мајке Анђелке, домаћице. Ожењен је и има једно дијете. По националности је Србин. Породична крсна слава је Свети Никола-Никољдан (19. децембар).
Основну школу "Вук Караџић" завршио је у Вишеграду 1964. године, а гимназију "Иво Андрић" 1968. године, такође у Вишеграду. Војну академију Копнене војске - смјер пјешадија завршио је 1972. године у Београду са добрим успјехом и Сарајеву. Командно-штабну школу тактике Копнене војске завршио је у Београду 1988. године врлодобрим успјехом. Школу националне одбране завршио је у Београду 1997. године са одличним успјехом. Штабни курс за дужности начелника штабова завршио је 1989. године у Београду у Центру високих војних школа.
Произведен је у чин потпоручника пјешадије 26. јула 1972. године, а унапријеђен у чин поручника 1974, капетана 1977, капетана прве класе 1981, мајора 1986, потпуковника 1990. (пријевремено), пуковника 1995. (пријевремена) и генерал-мајора 9. јануара 2001. године (ванредно). Дипломски рад у Командно-штабној школи тактике Копнене војске је био "Моторизована бригада у борби против ваздушног десанта", а у Школи националне одбране: "Могући модели организације Војске Републике Српске у условима примене Дејтонског мировног споразума и ограничења наоружања по ОЕБС-у".
Обављао је дужности: командир вода у Школи резервних официра у Билећи; командир питомачког вода у Војној академији Копнене војске у Београду; наставника на катедри ватрене обуке Војне академије Копнене војске; командира питомачке чете Војне академије Копнене војске; начелника штаба (уједно замјеник команданта ) 27. моторизоване бригаде у Дервенти; заступник команданта 27. моторизоване бригаде у Дервенти; начелник штаба (уједно замјеник команданта) 27. моторизоване бригаде у Дервенти; начелник Одјељења за оперативне послове (уједно замјеник начелника Управе за оперативно - наставне послове) Главног штаба Војске Републике Српске у Хан Пијеску и Бијељини; заступник начелника Управе за оперативно-наставне послове Генералштаба Војске Републике Српске у Бијељини и начелник штаба (уједно замјеник команданта) 5. корпуса Војске Републике Српске, Соколац. На посљедњој дужности у ЈНА био је начелник штаба 327. моторизоване бригаде, у чину потпуковника. Почетак оружаних сукоба у СФРЈ затекао га је у гарнизону Дервента. Учествовао је у Одбрамбено-отаџбинском рату од 15. маја 1992. до 14. децембра 1995. године, на дужности начелника штаба (уједно замјеник команданта) 27. моторизоване бригаде у Дервенти и начелника Одјељења за оперативне послове Управе за оперативо-наставне послове Главног штаба Војске Републике Српске у Хан Пијеску.
Био је свједок у процесима против Радивоја Милетића, Здравка Толимира, Радовану Караџићу и Ратку Младићу пред Међународним кривичним судом за бившу Југославију.
Пензионисан је 7. марта 2002. године. Живи у Дервенти.

## Одликовања и признања
Одликован у ЈНА:
- Орден за војне заслуге са сребрним мачевима,
- Орден Народне армија са сребрном звездом и
- Орден заслуга за народ са сребрном звездом.

Одликован у ВРС:
- Орден Карађорђеве звијезде трећег реда.

Такође, награђен је војним пиштољем 7,65 мм (од начелника Генералштаба Војске Југославије) и војним пиштољем 7,62 мм (од предсједника Републике Српске).
Током службе оцјењиван је осам пута, једном оцјеном добар, три пута оцјеном истиче се и четири пута оцјеном нарочито се истиче.